# Mileanca (gmina)
Mileanca – gmina w Rumunii, w okręgu Botoszany. Obejmuje miejscowości Codreni, Mileanca, Scutari i Seliștea. W 2011 roku liczyła 2972 mieszkańców.